# Винтертур
Ви́нтерту́р (нем. Winterthur) — город в северной части Швейцарии, окружной центр, находится в кантоне Цюрих. Входит в состав округа Винтертур.

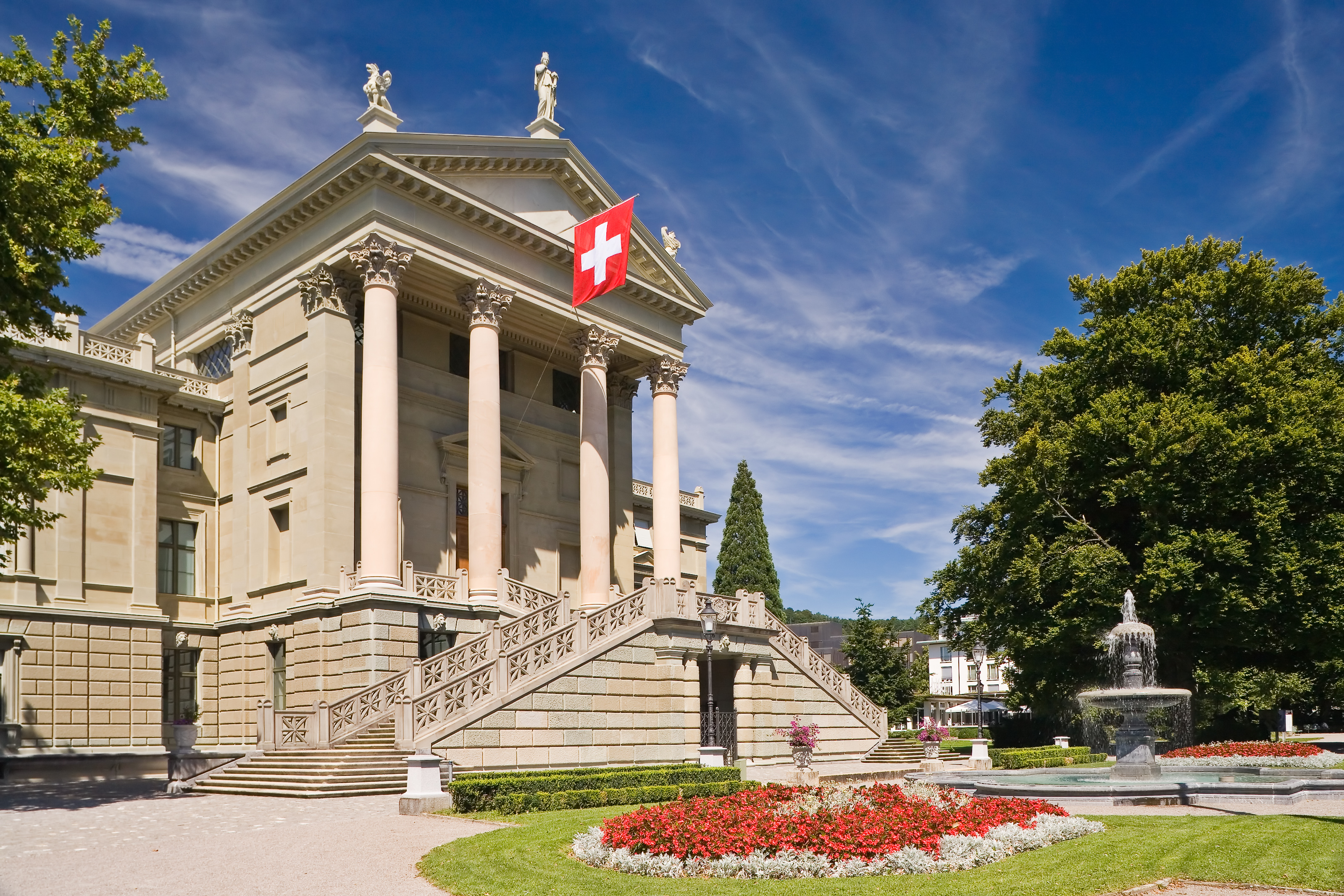
Городская ратуша — шедевр швейцарского историзма

Город является шестым из городов Швейцарии по количеству проживающих в нём людей, с численностью более 100 000 человек (на 2008 год). На местном диалекте жители называют его сокращённо — Винти. В Швейцарии Винтертур называют «городом музеев» — в городе находится большое количество художественных музеев, в том числе Музей фотографии и Музей Технорама. Кроме этого, Винтертур является крупным промышленным центром Швейцарии. В 1862 году здесь основан банк Bank in Winterthur.
Одним из преимуществ города является его транспортная доступность. Город связан по железной дороге с основными городами как Швейцарии, так и близлежащих стран: Германии, Италии. Его отделяют всего лишь 19 минут от Цюриха и 13 минут от аэропорта Цюриха. Через Винтертур проходят автомагистрали, ведущие в Женеву (автомагистраль А1), Шаффхаузен (автомагистраль А4) и на границу с Германией, в город Кройцлинген (автомагистраль А7).

## Экономика
С экономической точки зрения Винтертур был одним из центров швейцарской железнодорожной промышленности и промышленным центром. Винтертур получил международную известность благодаря своим машиностроительным предприятиям, таким как Sulzer, Schweizerische Lokomotiv- und Maschinenfabrik, Rieter и Geilinger. Железнодорожная промышленность и другие отрасли тяжелой промышленности в значительной степени исчезли, в то время как текстильное производство сократилось еще раньше. Сегодня бывшие крупные промышленные предприятия имеют лишь несколько фракций своего прежнего размера, так что многие бывшие подразделения компании Sulzer стали независимыми. Autoneum (текстильные машины и автомобильное оборудование) и Kistler (производитель датчиков) по-прежнему являются активными промышленными предприятиями.
В Винтертуре также находятся две крупные компании по обучению. Учебный центр в Винтертуре (azw), выросший из бывших учебных предприятий компании Sulzer, является крупнейшим учебным центром в кантоне. Вторым крупным учебным предприятием с собственным профессиональным училищем является Винтертурская школа мехатроники.  Это третья по величине учебная компания такого рода в Швейцарии. Обе учебные компании совместно обучают 250 учеников в год.
Также в Винтертуре находится главный кампус Цюрихского Университета Прикладных Наук. Другие его филиалы расположены в Цюрихе и Веденсвиле.
Торговый дом Volkart также был известен на национальном и международном уровне. Компания вышла из торговли кофе в 1989 году и продала этот бизнес группе Erb в Винтертуре. Фолкарт" занимал четвертое место в мире по торговле хлопковым сырьем, пока в 1999 году не вышел из этого бизнеса.
Винтертур также являлся резиденцией банка в Винтертуре (1862 г.), который в 1912 г. объединился с Тоггенбургским банком и образовал современный UBS. Здание, в котором был основан банк, расположено на улице Штадтхаусштрассе и по сей день является одной из штаб-квартир UBS.
С 1980-х годов экономика Винтертура претерпела значительные изменения, с переходом от машиностроения к услугам (страхование и банковское дело). Однако в 1990-х годах продажа страховки "Винтертур" группе компаний "Кредит Свисс" и последовавшая за этим частая реструктуризация привели к упадку этого сектора экономики. Среди прочих коммерческих организаций "Винтертур" являлся штаб-квартирой крупнейшей страховой компании Швейцарии "Винтертур Страхование". До 2006 года компания была крупнейшей в Швейцарии и входила в десятку крупнейших в Европе. 1 января 2007 года Винтертур официально перешел во владение французской AXA Group и теперь называется AXA Winterthur. Swica, третья по величине швейцарская компания медицинского страхования, также расположена на окраине старого города Винтертура.
Перавес, производитель "мотоцикла с закрытой кабиной" под названием Monotracer, которому предшествовала более ранняя модель под названием Ecomobile, производит эти необычные автомобили с начала 1980-х годов. В 2010 году Перавес выиграл X-Prix за прогрессивное страхование автомобилей с электрической версией Monotracer.
В рамках первого крупного проекта по городскому маркетингу в Швейцарии с 1992 г. предпринимается попытка преобразовать промышленную систему посредством политики развития и размещения в пользу новых промышленных секторов и малых и средних предприятий (МСП). Американская компания по производству ортопедических технологий Zimmer открыла в Винтертуре свою штаб-квартиру в Европе, Азии и Австралии. Несколько небольших компаний в высокотехнологичном секторе также сделали то же самое.

## Население
| Год  | Численность | Численность |
| ---- | ----------- | ----------- |
| 1924 | 51 000      | [ 2 ]       |
| 1969 | 93 000      | [ 3 ]       |
| 1985 | 84 000      | [ 4 ]       |
| 1994 | 87 600      |             |
| 1996 | 88 000      | [ 5 ]       |
| 2008 | 100 000     |             |
| 2012 | 106 542     | [ 6 ]       |
| 2016 | 109 775     | [ 7 ]       |
| 2017 | 110 570     | [ 8 ]       |
| 2018 | 111 840     | [ 9 ]       |
| 2023 | 119 315     | [ 10 ]      |

## Известные уроженцы
- Иоганн из Винтертура (1300 — после 1348) — средневековый хронист, монах-францисканец.
- Йонас Фуррер (1805—1861) — политик, первый президент Швейцарии.
- Мишель Аванцини (род. 1989) — футболист.

## Спорт
Футбольный  клуб «Винтертур».

## Города-партнёры
- Халль-ин-Тироль, Австрия
- Ивердон-ле-Бейн, Швейцария
- Ла-Шо-де-Фон, Швейцария
- Пльзень, Чехия